# Udo Edelmann
Udo Edelmann (* 6. Oktober 1938 in Landsberg an der Warthe, heute: Gorzów Wielkopolski, Polen; † 7. Juli 2019 in Bonn) war ein deutscher Bildhauer, Glasgestalter und Designer.

## Leben
Edelmann wurde 1938 in Landsberg an der Warthe in der damaligen Provinz Brandenburg geboren. Sein Vater fiel kurz vor Ende des Zweiten Weltkriegs. Die Mutter flüchtete mit ihren zwei kleinen Kindern in das schleswig holsteinische Trappenkamp. Hier kam Udo Edelmann zum ersten Mal mit dem Werkstoff Glas in Berührung, dessen Faszination ihn ein Leben lang begleitete.
Um sich einen professionellen Zugang zum Glas zu eröffnen, nahm Udo Edelmann erst ein Chemie- und Technikstudium auf und absolvierte dann eine Ausbildung an der Staatlichen Glasfachschule Rheinbach; wo er später einen Lehrauftrag übernahm. Eine entscheidende berufliche Station war die Ichendorfer Glashütte, in die er 1970 eintrat und wo er schnell vom Direktionsassistenten zum technischen Direktor mit Prokura aufstieg.
Eine besondere Herausforderung waren die experimentellen Rekonstruktionsversuche antiker Rippenschalen und Fadengläser, zu denen Edelmann herangezogen wurde. So lernte er den renommierten Archäologen Prof. Otto Doppelfeld kennen und durfte die ersten originalgetreuen Nachschöpfungen antiker Gläser aus dem Römisch-Germanischen Museum Köln entwickeln. 1978 wurden die Repliken in der Ichendorfer Glashütte für die Kölner Glasgalerie CCAA gefertigt.
1980–82 legte die Glashütte Süßmuth in Immenhausen eine unter der Verantwortlichkeit Edelmanns entstandene "Edition römischer Gläser" auf.
Edelmann ging für ein zweijähriges Praktikum ins Glasland Schweden. Später übernahm er Planung und Baubegleitung einer der größeren Glasfabrik für die VR China in Guangzhou (Kanton) sowie weitere Beraterfunktionen in Guatemala und Portugal. Für die Firmen Roldao (Marina Grande, Portugal) und Glassartsa Vidrio soplada (Guatemala C.A.) arbeitete er Designentwürfe aus, die in die Produktion aufgenommen wurden. 1981 kuratierte er in Kassel die parallel zur Bundesgartenschau gezeigte Ausstellung „Glaskunst 81“, neben dem Coburger Glaspreis ein Meilenstein der internationalen Studioglasbewegung.
1982 ließ sich Udo Edelmann in Rheinbach nieder und eröffnete zusammen mit seiner Frau Chris auf dem Gelände des ehemaligen Rheinbacher Wasserwerks das "Glashaus am Wasserturm".

## Werk
Edelmann gelang es, die 1917 in Schweden entwickelte" Graal-Technik" wiederzubeleben. Er konnte sie 1984 einem internationalen Expertenpublikum, dem Fachausschuß V der Deutschen Glastechnischen Gesellschaft, die in Rheinbach tagte, vorführen. Daneben legte das "Glashaus am Wasserturm" eine eigene Studio- bzw. Designlinie auf, die von Chris Edelmann wesentlich beeinflusst wurde.
Im Frühjahr 2016 würdigte die Stadt Gorzów Wielkopolski das Lebenswerk des Künstlers mit einer Ausstellung im heute museal genutzten historischen Speicher der Stadt. Regionale Medienresonanz zu dieser Ausstellung beinhaltete Berichte beim Fernsehsender TVP 3 (Gorzów Wielkopolski), beim Radiosender Radio Zachód und in der Zeitung Gazeta Wyborcza (Regionalausgabe). Das Glasmuseum Rheinbach präsentiert diese Ausstellung im Sommer 2016 unter dem Titel „Udo Edelmann – Glasgestalter – Bildhauer – Designer“. Die Ausstellungen in Polen und Deutschland sowie die Herausgabe eines zweisprachigen Begleitbuchs wurden vom Bundesbeauftragten für Kultur und Medien und dem Landschaftsverband Rheinland unterstützt.

## Ankäufe
Arbeiten Edelmanns befinden sich in öffentlichem Besitz, so im Kunstgewerbemuseum Berlin, im Corning Museum of Glass, im Hessischen Landesmuseum Darmstadt, im Museum Kunstpalast Düsseldorf, im Glasmuseum Frauenau, im Victoria & Albert Museum London, im Hessischen Landesmuseum Kassel, im Museum für Angewandte Kunst Köln, im Musée des Arts Décoratifs Lausanne (heute: mudac), im Kulturgeschichtlichen Museum Osnabrück, im Glasmuseum Rheinbach, im Württembergischen Landesmuseum Stuttgart, im Glasmuseum in Ebeltoft in Dänemark und im Muzeum Lubuskie im. Jana Dekerta, Gorzów Wlkp., Polen.